# 大分県道52号別府庄内線
大分県道52号別府庄内線（おおいたけんどう52ごう べっぷしょうないせん）は、大分県別府市から由布市に至る県道（主要地方道）である。

## 概要
別府市楠町から由布市庄内町柿原に至る。
別府市堀田三差路交差点から別府市志高湖入口交差点まで大分県道・熊本県道11号別府一の宮線と重複する。旧道の終点付近は旧国道210号で、もともとは県道大分由布院線だった区間である。
山間部は全体的に斜面が多い。沿道に別府ロープウェイ、由布川峡谷、少し足を延ばせば志高湖、神楽女湖がある。

### 路線データ
- 起点：大分県別府市楠町（流川通り交差点、国道10号交点、大分県道216号別府湯布院線起点）
- 終点：大分県由布市庄内町柿原（由布市庄内庁舎前交差点、国道210号交点、大分県道621号田野庄内線終点）

## 歴史
- 1993年（平成5年）5月11日 - 建設省から、県道別府湯布院線の一部・東山庄内線の一部・東大津留別府線・東長宝西線の一部が別府庄内線として主要地方道に指定される[1]。
- 1994年（平成6年）4月1日 - 大分県告示第425号により別府庄内線として路線認定[2]。

## 路線状況

### 別名

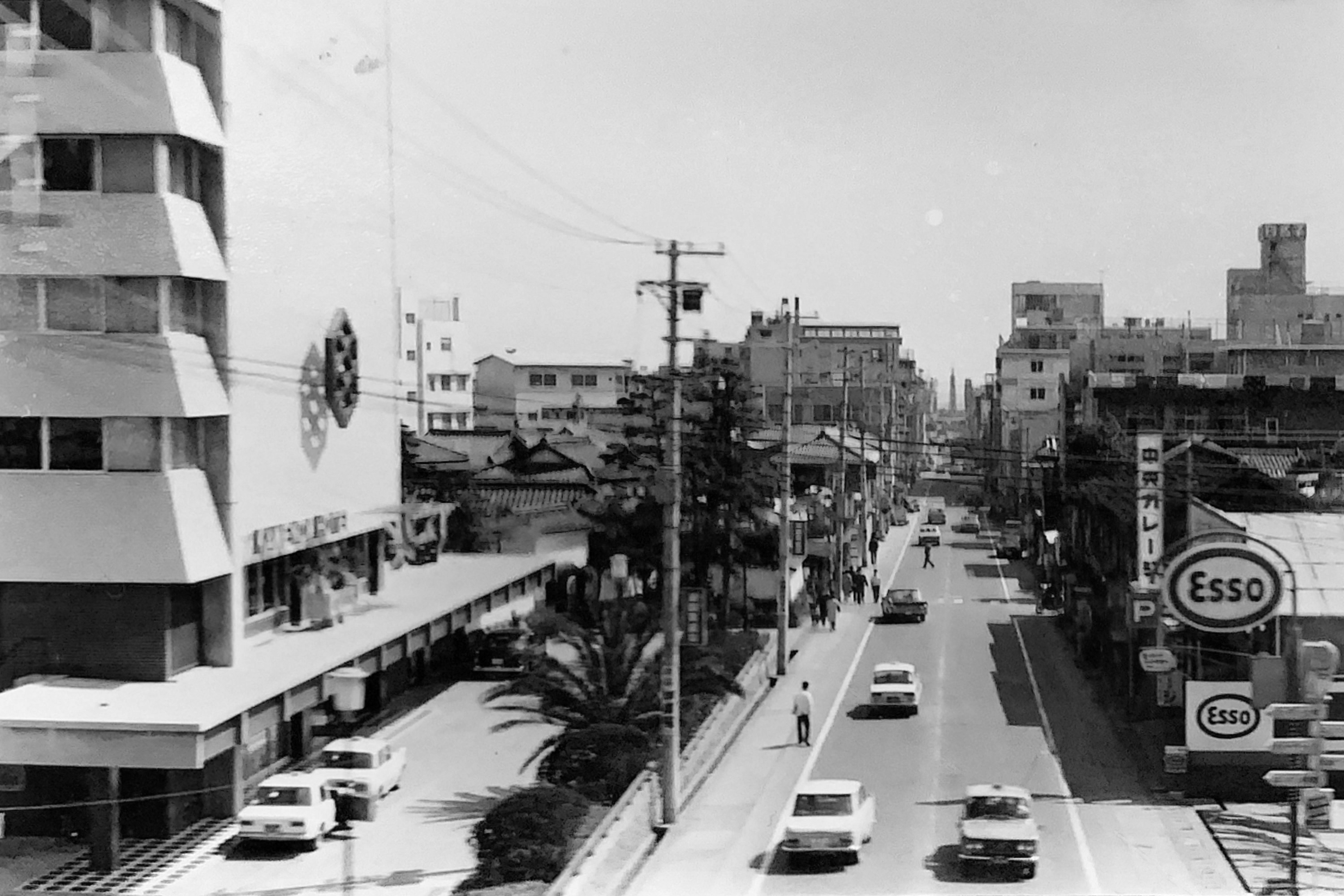
1960年代の流川通り

- 流川通り（別府市）

起点の旧別府港跡からラクテンチ下まで真っすぐに伸びる通りは、流川通り（ながれかわどおり）と呼ばれ、1871年（明治4年）の港の開港以来の古くからの繁華街である。流川の名は地下化された川に由来し、今も名残橋という橋の欄干の一部が残る。1928年（昭和3年）に始まった別府地獄めぐり遊覧バスの、日本初の女性バスガイドによる七五調の観光案内でも「ここは名高き流川、情けの厚い湯の町を、真直ぐに通る大通り、旅館商店軒並び、夜は不夜城でございます」と紹介され大いに賑わいを見せていた。
- 地獄循環道路（別府市）

県道は、流川通りの中程の別府税務署の先で別府公園方面へと分岐し、ビーコンプラザの先で、スパビーチ（的ヶ浜公園）を起点に真っ直ぐ西進してきた富士見通り（ふじみどおり）に合流して、南立石の霊泉寺（鶴見地獄）に向かって坂を登っていく。この流川から霊泉寺までの区間は、1921年（大正10年）12月に開通した地獄循環道路の一部である。

### 重複区間
- 大分県道216号別府湯布院線（別府市楠町・流川通り交差点（起点） - 別府市大字東山・志高湖入口交差点）
- 大分県道・熊本県道11号別府一の宮線（別府市大字南立石・堀田三差路交差点 - 別府市大字東山・志高湖入口交差点）

### 道路施設

#### 橋梁
- 板地橋（別府市）
- 亀の甲橋（大分川、由布市）

#### トンネル
- 畑田トンネル：延長193 m[3]、2005年（平成17年）竣工、由布市

## 地理

### 通過する自治体
- 別府市
- 由布市

### 交差する道路
| 交差する道路                                                                           | 市町村名 | 交差する場所   | 交差する場所                                                                                            |
| -------------------------------------------------------------------------------------- | -------- | -------------- | --- |
| 国道10号 大分県道216号別府湯布院線 重複区間起点                                        | 別府市   | 楠町           | 流川通り交差点 / 起点                                                                                   |
| 大分県道645号亀川別府線                                                                | 別府市   | 光町           | 流川8丁目交差点                                                                                         |
| 大分県道218号別府山香線                                                                | 別府市   | 大字南立石     | 鶴見地獄先交差点                                                                                        |
| 大分県道・熊本県道11号別府一の宮線 重複区間起点                                        | 別府市   | 大字南立石     | 堀田三差路交差点                                                                                        |
| 大分県道11・熊本県道号別府一の宮線 重複区間終点 大分県道216号別府湯布院線 重複区間終点 | 別府市   | 大字東山       | 志高湖入口交差点                                                                                        |
| 大分県道620号東山庄内線                                                                | 別府市   | 大字東山       | |
| 大分県道601号小挾間大分線                                                              | 由布市   | 庄内町小挾間   | |
| 大分県道620号東山庄内線                                                                | 由布市   | 庄内町東大津留 | |
| 大分県道52号別府庄内線 / 旧道                                                          | 由布市   | 庄内町西長宝   | |
| 大分県道719号東長宝西線                                                                | 由布市   | 庄内町東長宝   | |
| 国道210号 大分県道621号田野庄内線                                                      | 由布市   | 庄内町柿原     | 由布市庄内庁舎前交差点 / 終点                                                                           |
| 旧道                                                                                   |          |                | |
| 大分県道52号別府庄内線 / 旧道                                                          | 由布市   | 庄内町西長宝   | 旧道起点【北緯33度11分54.3秒 東経131度26分28.6秒 / 北緯33.198417度 東経131.441278度】                   |
| 大分県道540号小野屋停車場線                                                            | 由布市   | 庄内町東長宝   | |
| 国道210号                                                                              | 由布市   | 庄内町東長宝   | 小野屋入口交差点 / 旧道終点【北緯33度11分0.4秒 東経131度27分24.2秒 / 北緯33.183444度 東経131.456722度】 |

### 交差する鉄道
- 日豊本線
- 久大本線

### 沿線
- 別府亀の井ホテル
- 別府市立山の手中学校（2021年（令和3年）3月に閉校）
- 別府公園
- ビーコンプラザ
- 明豊中学校・高等学校
- 杉の井ホテル
- 別府市立南立石小学校
- 別府ロープウェイ
- 由布市役所 庄内庁舎

旧道
- 大分県立由布支援学校
- JR九州久大本線 小野屋駅
- 大分県立由布高等学校